# И смех и грех
«И смех и грех» — студійний альбом російської співачки Нексюші, випущений 17 червня 2022 року.

## Випуск та просування
З альбому вийшли чотири сингли, першим став «Фемки», що вийшов 19 травня 2021 року, другий — «Анимешница» 13 липня, «Дед инсайд» — 27 жовтня. Четвертий сингл під назвою «Аллилуйя» був представлений 10 червня 2022 року, разом з ним було оголошено й точну дату альбому. Альбом вийшов 17 червня 2022 року, наступного дня він потрапив на 18 місце у російському, а також на 16 місці в естонському та 97 місці в українському чарті Apple Music.

## Зміст альбому
Нексюша, відкриває композицію альбому, співаючи про свою популярність в іронічному забарвленні. У другій пісні «Аллилуйя» розповідається про нестабільний стан та озлобленності на світ. «Девочка с косичками» записана разом зі співачкою Мейбі Бейбі, а в «Дед инсайд» ведеться розповідь від імені людини, яка належить до цієї субкультури. У треку «Тупак Шакур» співачка звертається до покійного американського репера Тупака розмірковує про жанр хіп-хопу, звертаючись до Тупака вона каже, що «ми все проєбали». Трек «500 рублей» адресований до мертвого кредитора. «Весна», записана з Гречкою, написана в жанрі інді-рок. Восьмий трек «Фемки» розкриває думки про фемінізм та антифемінізм. «Айтишник» розповідає про інтимні стосунки з IT-фахівцем, наприкінці у нього «впав сервер». У раніше випущеному синглу «Анимешница» Нексюша співає від імені анімешниці.

## Треклист
| #   | Назва                                         | Тривалість |
| --- | --------------------------------------------- | ---------- |
| 1.  | «Нексюша»                                     | 2:40       |
| 2.  | «Аллилуйя»                                    | 2:52       |
| 3.  | «Девочка с косичками» (спільно з Мейбі Бейбі) | 2:32       |
| 4.  | «Дед Инсайд»                                  | 2:16       |
| 5.  | «Тупак Шакур»                                 | 3:13       |
| 6.  | «500 рублей»                                  | 2:02       |
| 7.  | «Весна» (при участі Гречки)                   | 2:47       |
| 8.  | «Фемки»                                       | 2:12       |
| 9.  | «Девочка-кальян»                              | 2:07       |
| 10. | «Ха-ха-ха»                                    | 2:47       |
| 11. | «Айтишник»                                    | 2:10       |
| 12. | «Анимешница»                                  | 2:08       |
| 13. | «Тону» (при участі Lida)                      | 2:58       |
| 14. | «Дед Инсайд (Pmgt Remix)»                     | 2:39       |